# Uaxuctum
Uaxuctum – The legend of the Mayan city which they themselves destroyed for religious reasons is een compositie van Giacinto Scelsi. Het wordt gezien als de meest complexe muziek die de componist ooit geschreven heeft. Dat valt mede te herleiden uit het feit dat het werk 21 jaar moest wachten op de eerste uitvoering. De muziek probeert een beeld te schetsen van de stad Uaxactun in het Mayarijk, die in de 10e eeuw ten onder ging.

## Samenstelling ensemble
De samenstelling van het ensemble tot uitvoering is op zich al eigenaardig. Scelsi omschreef exact de percussieinstrumenten die gebruikt moesten worden:
- 2x sopraan, 2x tenor, alle elektronisch verstrekt, koor;
- ondes martenot (solo-instrument)
- Esklarinet, Bes-klarinet, basklarinet
- 4x hoorn, 2x trompet, 3x trombone, 1x tuba, 1x contrabastuba
- pauken en zeven percussionisten die de meest bijzondere muziekinstrumenten bespelen, waaronder een 200 liter olievat, een twee meter hoge plaat van metaal en een aluminium koepel met een diameter van ten minste 1,5 meter.
- 6x contrabas

De stemmen en instrumenten worden niet alleen op de "normale" manier aangezet, maar er wordt ook gehijgd en b.v. drooggespeeld (men blaast alleen lucht door het instrument zonder het mondstuk in trilling te brengen). Het olievat moet geslagen worden, maar ook soms gewreven.

## Compositie
De compositie is verdeeld is vijf titelloze delen. Er zit ook nauwelijks onderscheid in de muziek van de delen.Het begin is direct onheilspellend, een zeer zachte start wordt onderbroken door een sforzando in het zware koper. Daarna ontvouwt zich een compositie, waarin alle technieken uit de toenmalige klassieke muziek, waaronder microtonaliteit, zijn toegepast. Er is geen maatindeling, geen melodie, geen ritme en geen logische dynamiek. De muziek gaat van angstaanjagend tot mysterieus.
De laagklinkende instrumenten leggen een stevig fundament voor het werk. Zonder dat er sprake is van ritme is er een zekere gestage voortgang van het werk, waar door het lijkt of het werk gespeeld wordt in een tempo lager dan largo. Daarboven zingen en spelen de musici haast intuïtief. Geluid hier, dan geluid daar. Met verbeelding wordt hier een machtige stad in beeld / geluid gebracht, waar iedereen bevreesd voor is. Tegelijkertijd laat Scelsi door met name de (tekstloze) zang en ondes martenot een spookachtig geluid horen, dat alleen maar kan staan voor een totale leegheid; wat ooit een glanzende stad was, geeft nu alleen nog een blikkerig geluid. Percussie zorgt voor zowel de soliditeit van de gebouwde stad en als haar geweld, maar ook voor kleine detailgeluiden, zoals voetstappen (?).
De muziek komt erop neer, dat de stad niet meer compleet is en alle verband verloren is gegaan. Tonen en ritmes starten en gaan meteen weer verloren alsof het korte hersenspinsels zijn. De stad is geen werkelijkheid meer.

## Première
De première werd gegeven door het Symfonieorkest van Keulen en het radiokoor onder leiding van respectievelijk Hans Zender en Herbert Schermus. De componist was aanwezig en stierf een jaar later.

## Bron en discografie
- Mode Records; Radiosymfonieorkest Wenen en Concentus Vocalis o.l.v. Peter Rundel en Herbert Böck (bron/discografie);
- Uaxuctum op Classical
- een ander geluid
- Uaxuctum op YouTube